# Reuben James (Schiff, 1920)
Die USS Reuben James war ein Zerstörer der Clemson-Klasse der US Navy. Er war nach dem Marinesoldaten Reuben James (1776–1838) benannt. Der Zerstörer war Ende Oktober 1941 das erste amerikanische Kriegsschiff, das im Zweiten Weltkrieg versenkt wurde. Zu diesem Zeitpunkt waren die Vereinigten Staaten formell noch eine neutrale Macht.

## Geschichte
Die Reuben James war einer der Zerstörer, die die US Navy 1917 als Geleitschutz für ihre Konvois nach Europa bestellt hatte. Die meisten wurden aber erst nach Kriegsende fertiggestellt. Die Kiellegung des Zerstörers der Clemson-Klasse mit der No. 245 erfolgte am 2. April 1919 in Camden (New Jersey) auf der Werft der New York Shipbuilding Corporation. Der Stapellauf des Neubaus mit der Baunummer 234 der Werft folgte dann am 4. Oktober 1919.
Der Zerstörer erhielt den Namen Reuben James nach einem Bootsmannsmaat, der am 16. Februar 1804 seinen Kommandanten Stephen Decatur im Hafen von Tunis geschützt haben soll. Der Neubau erhielt im Juli 1920 die Schiffskennung DD-245, wurde am 24. September 1920 in Dienst gestellt und der Atlantikflotte zugeteilt.

### Erste Einsätze in Europa
Der erste Einsatz des Schiffes in der Nachkriegszeit erfolgte im Mittelmeer. Am 30. November 1920 verließ die Reuben James Newport nach Zelenika in Montenegro, wo der Zerstörer am 18. Dezember eintraf. Zelenika war zuletzt der südlichste Endbahnhof der Donaumonarchie und Teil der zweitwichtigsten k.u.k.-Kriegsmarine-Basis Österreich-Ungarns gewesen. Von Dezember 1920 bis Sommer 1921 war die Reuben James von Zelenika und Gruž/auch Gravosa (der Neue Hafen Dubrovniks und Endpunkt einer Zweigstrecke der Dalmatinerbahn) aus vor allem an Flüchtlingsevakuierungen/-umsiedlungen und Nachkriegsinterventionen beteiligt. Im September führte der Zerstörer mit dem US-Botschafter in Italien und vielen weiteren Mitarbeitern der Botschaft, darunter den militärischen Fach-Attachés, eine Besichtigungsreise an der ehemals österreich-ungarischen Adriaküste durch und lief verschiedene Häfen an, deren künftige Staatszugehörigkeit zum Teil umstritten war. Anschließend war der Zerstörer an der endgültigen Auflösung des zeitweilig in Spalato bestehenden Stützpunktes der US Navy beteiligt; einige nutzbare Reste einschließlich eines kleinen Schleppers wurden der jugoslawischen Marine überlassen. Als letzte in der Adria stationierte Einheit der US Navy verließ die Reuben James am 29. September 1921 den Hafen und verlegte nach Frankreich.
Im Oktober 1921 diente der Zerstörer dem amerikanischen Vizeadmiral Albert P. Niblack (1859–1929), dem Befehlshaber der U.S. Naval Forces in European Waters, zu einer Reise von Cherbourg nach Portsmouth zu Verhandlungen mit den britischen Alliierten und US-amerikanischen Einrichtungen in Großbritannien. Der nach London mitreisende Kommandant des Zerstörers, der spätere Konteradmiral Rufus Z. Zogbaum Jr. (1879–1956), wurde in die Erörterung der geplanten Hungerhilfe für russische und ehemals russische Gebiete mit einbezogen. 

Die Reuben James nahm dann am 25. Oktober in Le Havre an der Zeremonie zur Rückkehr des Unbekannten Soldaten in die USA auf dem alten Kreuzer Olympia teil. Zusammen mit sechs französischen Zerstörern begleitete sie den Beginn der Überführung auf dem amerikanischen Traditionskreuzer aus Le Havre nach Washington, D.C.; der amerikanische Zerstörer begleitete den alten Kreuzer noch in den internationalen Gewässern, nachdem die französischen Zerstörer nach einem letzten Salut zurückgefallen waren.
Im Auftrag der US-Administration verlegte die Reuben James im Oktober in die Ostsee und war ab dem 29. Oktober 1921 bis zum 3. Februar 1922 in der Freien Stadt Danzig stationiert. An Bord waren Vertreter der American Relief Administration, um von dort Hilfsmaßnahmen in Russland zu organisieren.

Nach einem erneuten Einsatz im Mittelmeer begann der Zerstörer am 17. Juli 1922 in Gibraltar seine Rückreise in die USA.

### Einsätze vor den amerikanischen Küsten
Nach ihrem Einsatz in Europa wurde die Reuben James in New York stationiert. 1926 operierte sie an der Küste Nicaraguas, um illegalen Waffenhandel zu unterbinden. Ab Mitte Januar 1927 führte die Reuben James ihre jährlichen Artillerie-Übungen nahe Gonaïves / Haiti durch, an denen auch andere Zerstörer beteiligt waren. Anschließend ging der Zerstörer nach Panama und durch den Kanal zum Golf von Fonseca, um mit fünf weiteren Zerstörern der Special Service Squadron Waffenlieferungen an die Aufständischen in Nicaragua zu verhindern. Am 15. März marschierte die Reuben James wieder zurück und kam nach einer Woche Pause in Balboa zur Fourteenth Squadron. Die Squadron nahm dann an einem großen Manöver der US-Flotte in der Karibik vom 28. März bis zum 22. April teil. Anschließend marschierte der Zerstörer In einem Fleet for Liberty genannten Großverband bis zum 13. Mai wieder nach New York.
Nach einer kombinierten Übung mit der Armee folgte ein kurzer Routineaufenthalt in der Werft, eine kurze Übung mit Seekadetten und eine weitere Routineüberholung. Im Juni besuchte Reuben James mit dem Assistant Secretary of the Navy Theodore D. Robinson (1883–1934) New London (Connecticut) und Poughkeepsie. Nach einem weiteren kurzen Werftaufenthalt führte der Zerstörer nochmals Übungen mit Reservisten durch. Ähnlich waren auch die Aktivitäten der folgenden Jahre.
Im Frühjahr 1929 war die Reuben James erstmals an Manövern mit den US-Marinefliegern beteiligt. Nach zehn Jahren Dienstzeit wurde der Zerstörer dann am 20. Januar 1931 im Philadelphia Navy Yard außer Dienst gestellt und der Reserve zugeteilt.
Schon am 9. März 1932 erfolgte die erneute Indienststellung der Reuben James, um wieder im Atlantik und in der Karibik eingesetzt zu werden. Als Teil der Scouting Force wurde der Zerstörer von September 1933 bis zum Januar 1934 vor Kuba eingesetzt, als dort der Batista-Putsch erfolgte. Am 19. Oktober 1934 verließ der Zerstörer Norfolk und erreichte seinen künftigen Standort San Diego in Kalifornien am 9. November 1934, wo er die folgenden fünf Jahre verbleiben sollte. Er nahm dort regelmäßig an Manövern teil, diente der Reservistenausbildung und besuchte verschiedene Häfen, um für den Dienst bei der US Navy zu werben. Im Januar 1939 wurde der nun ältere Zerstörer wieder an die amerikanische Ost-(Atlantik)Küste verlegt.

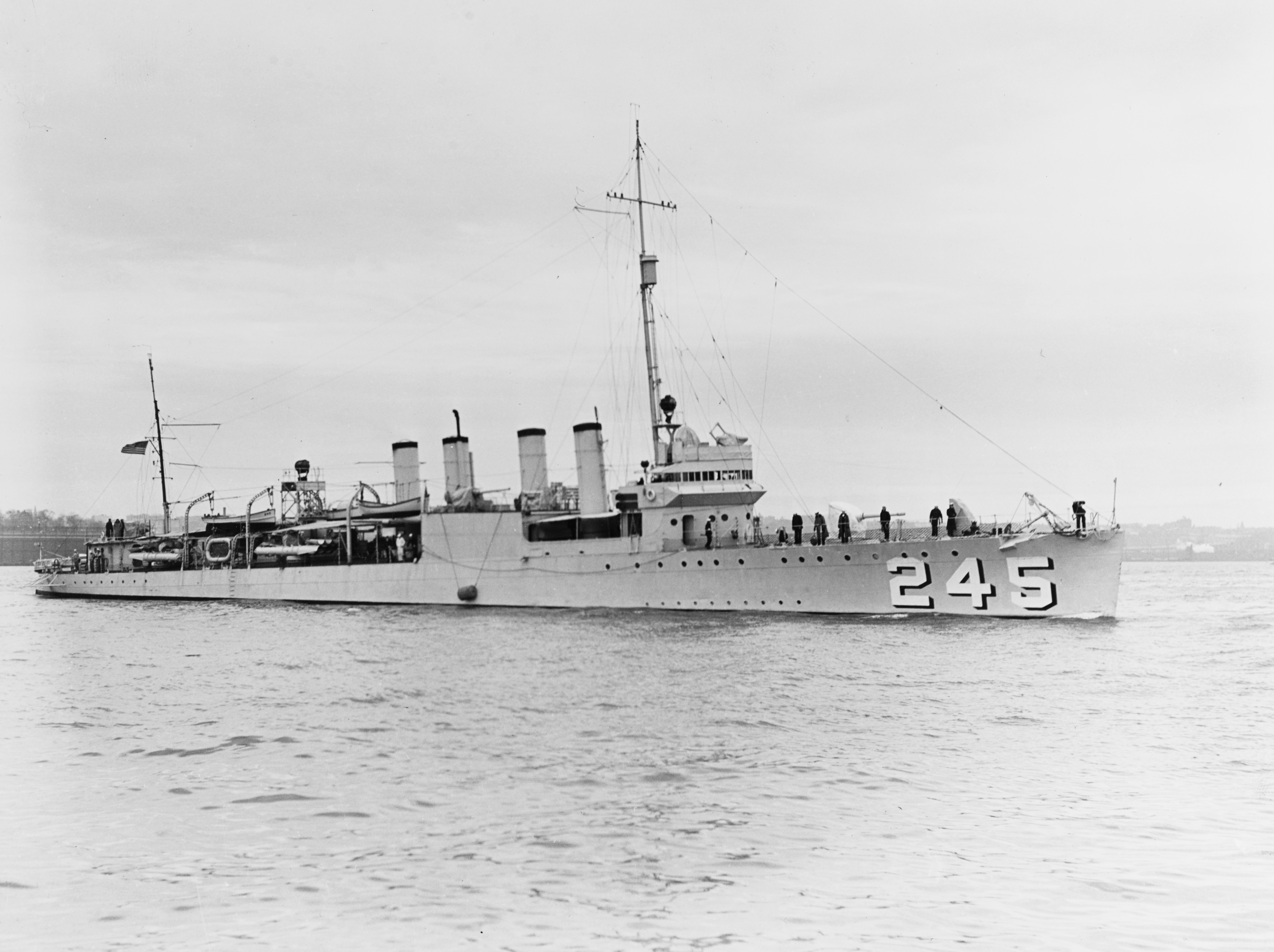
Die Reuben James im April 1939

Am 29. August 1939 fiel die Entscheidung, den Zerstörer zu einem kleinen Seeflugzeugtender mit der Kennung AVP-16 umzubauen. Der Kriegsausbruch in Europa und der akute Bedarf an einsatzbereiten Zerstörern führte schon am 12. September zur Aufgabe dieses Plans und an Stelle der aktiven Reuben James wurde die in Reserve befindliche George E. Badger zum Umbau zum Flugzeug-Tender ausgewählt.

### Zweiter Weltkrieg
Im September 1939 wurde die „Pan-Amerikanische Sicherheitszone“ errichtet.
Die noch im aktiven Dienst befindliche Reuben James wurde vom Commander Atlantic Squadron einer Task Group Patrol 3 der Neutrality Patrol zugeteilt. Zu dieser Einheit gehörten noch die Schwesterschiffe Decatur (DD-341) und Barry (DD-248) sowie der Prototyp eines Zerstörer-Transporters, die umgebaute USS Manley (AG-28), sowie die beiden Flugboot-Staffeln VP 52 und VP 53 mit zweimotorigen P2Y-2-Flugbooten. Alle Teile von Patrol 3 waren aus der Chesapeake Bay eingesetzt mit Norfolk als Heimathafen. Als eingefahrener und schon länger im Dienst befindlicher Zerstörer wechselte die Reuben James mehrfach ihre Aufgaben und löste schließlich mit der Gilmer (DD-233) die bisherigen Sicherungszerstörer des Flugzeugträgers Ranger ab. Nach der Wiederaufnahme der Flugzeuggruppe liefen die drei Schiffe nach Kuba. Die Reuben James lief dann im Old Bahama Channel nahe Lobos Cay auf Kuba am 30. November 1939 auf Grund. Die Ranger versuchte, den Havaristen zu unterstützen, obwohl sie ihrer Mannschaft einen Kurzurlaub in Havanna gewähren wollte und begann mit der Entladung des Zerstörers. Dazu kamen der Bergungsschlepper Warbler und der kleine Seeflugzeugtender Lapwing zur Hilfe. Ohne Munition kam die Reuben James schließlich wieder frei und erreichte am 5. Dezember 1939 Charleston (South Carolina). Nach der Schadensaufnahme wurde der Zerstörer für die notwendigen Reparaturen zum New York Navy Yard verlegt, in dem die notwendigen Reparaturen erst am 3. Juni 1940 abgeschlossen wurden. Wegen weiterer kleiner Mängel musste der Zerstörer jedoch noch mehrfach in die Werft.
Bis zum Jahresende wurden die neue Besatzung eingefahren und verbliebene Mängel beseitigt.
Nach der Ausdehnung der amerikanischen Schutzzone bis zu 30° westlicher Länge begann die US-Navy Anfang 1941 im Rahmen der „Amerikanischen Neutralitätspatrouille“, Begleitschutz für britische Konvois zu geben. Die Konvois wurden bis zu einem Mid Ocean Meeting Point bei maximal 30° westlicher Länge begleitet. Ab dort sollte dann die Royal Navy den jeweiligen Konvois Geleitschutz geben. In dieser Zeit operierten bereits deutsche U-Boote im Nordatlantik. Schon 1940 hatte die US-Navy den „Shoot-on-sight-Befehl“ erhalten, der vorsah, dass US-amerikanische Streitkräfte auf Einheiten der Achsenmächte schießen durften, sobald sie gesichtet wurden.

Am 1. März 1941 wurde die Support Force, Atlantic Fleet aus Zerstörer- und Aufklärungs-Geschwadern sowie Unterstützungseinheiten gebildet, um den Schutz von Geleitzügen über den Nordatlantik zu verbessern. Am 11. März 1941 trat das neue Leih- und Pachtgesetz in Kraft, der weiterreichende Lieferungen als die bislang bindenden Neutralitätsgesetze erlaubte. Dazu wurde die Task Force (TF) 4 gebildet, die in Narragansett Bay stationiert wurde. Dazu wurden 18 ODD (alte Zerstörer) abgeordnet, darunter die Reuben James. Die neue HMS Chesterfield (I28) Einheit sollte Geleitzüge bis nach Island schützen, wo die Briten die Verantwortung für diese übernehmen sollten.
Am 19. Juli bildete die US Atlantic Fleet den Kriegsschiffverband TF.1 zur Sicherung Islands und der Island-Konvois. Zu den Einheiten, die zum Geleitschutz eingesetzt wurden, gehörten Desron 7 mit den neun Zerstörern, drei Zerstörer der Desron 11, Desron 30 mit acht Zerstörern (darunter Greer) und die Desdiv 62 mit den Schwesterschiffen McCormick, Sturtevant, Reuben James und Bainbridge. Eine Task Group um den Träger Wasp mit den Kreuzern Quincy und Vincennes sowie zwei weiteren Zerstörern brachte 40 P-40-Jagdflugzeuge nach Island, die von See gestartet waren und ohne Verluste ihren Bestimmungsort erreichten. Ab dem 6. August operierten Catalina-Flugboote der Patron 73 und Mariner-Flugboote der Patron 74 von Reykjavik bzw. Hvalfjörður aus.
Als die US Task Force TF.15 Mitte September 1941 mit der Operation Indigo III ein Nachschubgeleit mit vier Truppentransportern und einer Armeebrigade als Entsatz für die auf Island stationierten Marines, drei Frachtern, dem Flottentanker Cimarron und Werkstattschiff Delta verbrachte, führten die Geleitzerstörer, zu denen die Reuben James gehörte, mehrere Wasserbombenangriffe gegen Sonarkontakte durch, die sich als Falschziele herausstellten. Der Konvoi erreichte unangegriffen am 16. September Reykjavik und die TF.15 Hvalfjödhur.
Der Konvoi SC.44 mit 56 Schiffen von Kanada nach Großbritannien, den die kanadische EG.23 mit dem Zerstörer Chesterfield (vormals USS Welborn C. Wood) und vier Korvetten sicherte, wurde ab der Nacht zum 19. September von deutschen U-Booten angegriffen, die zwei Frachter, zwei Tanker und die Korvette Levis versenkten. Die Sicherung des Konvois wurde durch drei Korvetten und ab dem folgenden Tag auch durch die US-Zerstörer Winslow der Porter-Klasse sowie die Reuben James und ihre Schwesterschiffen Overton, Truxton und Bainbridge verstärkt.

### Der Verlust derReuben James

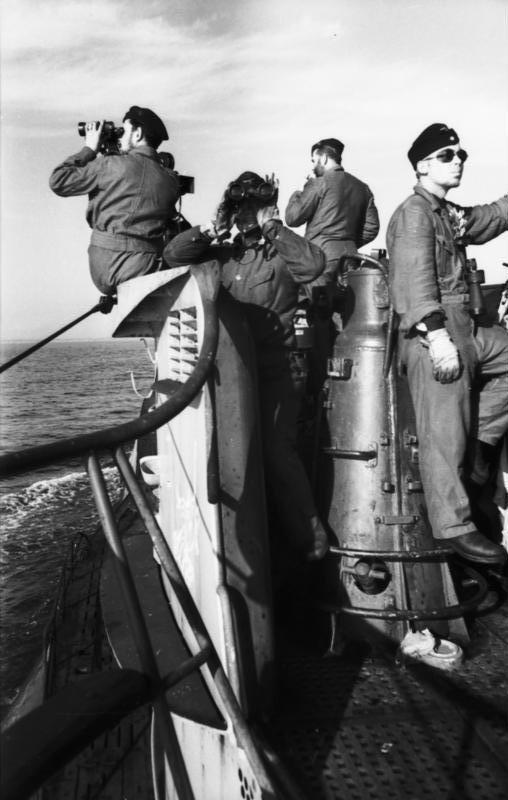
U 552 beim Auslaufen 6. Oktober 1941

Die Reuben James verließ den amerikanischen Stützpunkt Argentia auf Neufundland am 23. Oktober 1941 zusammen mit den amerikanischen Zerstörern Niblack der Gleaves-Klasse, Hilary P. Jones und Benson der Benson-Klasse sowie die Tarbell der Wickes-Klasse. Die Zerstörer sollten die Sicherung des britischen Konvois HX 156 von 40 Schiffen im Atlantik übernehmen. Schon am 25. und am 29. warf die Hilary P. Jones Wasserbomben auf vermutete U-Boot-Kontakte.
Am 30. Oktober stellte auch die Reuben James einen verdächtigen Kontakt fest und warf zwei Wasserbomben. Zwei weitere Wasserbomben wurden scharf gemacht. Gegen 5:34 Uhr am 31. Oktober 1941 feuerte das eine Woche zuvor aus St. Nazaire in Frankreich zu seiner sechsten Feindfahrt ausgelaufene U 552 unter Kapitänleutnant Erich Topp zwei Torpedos, welche die Backbord-Seite der Reuben James trafen, die mit etwa 8,8 Knoten auf ihrer nächtlichen Marschposition auf der linken Seite des Konvois HX 156 lief. Der vordere Teil des Zerstörers bis zum letzten Schornstein sank sofort; nur zwei Mann konnten von diesem Bereich des Schiffes später gerettet werden. Aber auch der hintere Teil sank zügig. Einem Offizier gelang es noch, Schwimmwesten zu verteilen. Als auch das hintere Teil versank, explodierten die beiden schon scharf gemachten Wasserbomben und töteten weitere Besatzungsmitglieder.

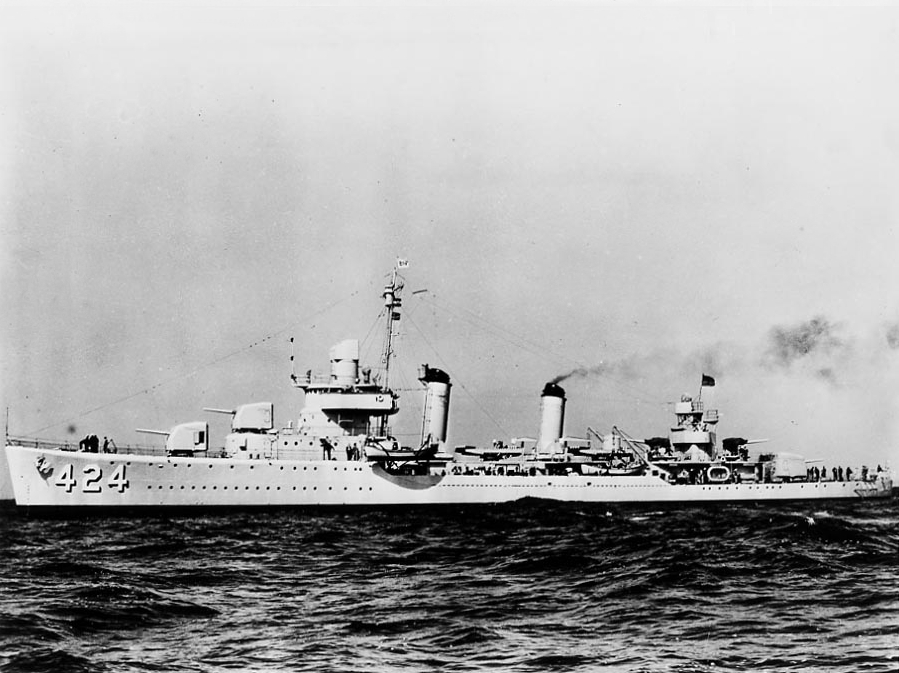
Die Niblack, die noch 35 Mann der Reuben James retten konnte

Der Befehlshaber des Geleits auf der Benson befahl die Niblack und die Hilary P. Jones zur Position der Reuben James. Die Niblack konnte 36 Mann aus dem öligen Wasser retten, während Hilary P. Jones die Aktion sicherte. Dabei lieferten ihre Suchgeräte weitere Hinweise auf mindestens ein U-Boot hinter dem Konvoi. Niblack lief auf ihre Position zurück und versuchte diese zu klären, während die Hilary P. Jones weiter nach Besatzungsangehörigen der Reuben James suchte und noch zehn Mann und eine Leiche an Bord nehmen konnte. Erst gegen Mittag brachen die beiden Zerstörer ihre seit Stunden erfolglose Suche ab. Von der Besatzung der Reuben James starben 100 Mann, darunter alle sieben Offiziere. Auf der weiteren Fahrt erlag noch ein Mann an Bord der Niblack seinen Verletzungen. 44 Mann der Besatzung und der einzige Passagier an Bord der Reuben James wurden gerettet.
Der Untergang der Reuben James war der erste Kriegsverlust eines Schiffes der US Navy, noch bevor die USA durch den japanischen Angriff auf Pearl Harbour und die folgende Kriegserklärung Deutschlands und Italiens an die Vereinigten Staaten selbst Kriegspartei des Zweiten Weltkriegs wurden.